# Хек, Бруно
Бруно Хек (нем. Bruno Heck; 20 января 1917, Ален, Вюртемберг, Германская империя — 16 сентября 1989, Блаубойрен, Баден-Вюртемберг, ФРГ) — западногерманский государственный деятель, федеральный министр по делам семьи и молодежи ФРГ (1962—1968).

## Биография
Родился в семье дворцового садовника, получил католическое образование. Присоединился к основанному в 1919 г. католическому студенческому объединению «Союз Новой Германии». В 1936 г. начал изучать философию и католическое богословие в Тюбингенском университете. В 1938 г. был призван на военную службу, во время Второй мировой войны до 1945 г. был солдатом военно-воздушных сил, дослужился до звания обер-лейтенанта. В послевоенное время возобновил учебу и снова занялся классической филологией. Завершив обучение в 1949 г., работал профессором в гимназии Albertus-Magnus-Gymnasium Rottweil. В 1950 г. ему была присвоена докторская степень в области филологии. С 1950 по 1952 г. был правительственным советником в министерстве культуры земли Вюртемберг-Гогенцоллерн.
В 1946 г. вступил в ХДС. С 1952 по 1958 г. был политическим председателем (руководителем аппарата) ХДС. В 1955 г. был главным контактным лицом Центрального разведывательного управления при создании совместной программы между ХДС и ЦРУ для психологической войны в Восточной Германии. С 1967 по 1971 г. был первым, кто занял недавно созданную должность генерального секретаря ХДС. Наибольшего успеха в качестве партийного менеджера добился на федеральных выборах в 1957 г., когда блок ХДС/ХСС впервые и единственный раз набрал абсолютное большинство голосов (50,2 %). Также выступил инициатором строительства нового здания федеральной штаб-квартиры ХДС (Конрад-Аденауэр-Хаус) в Бонне. Однако на всеобщих выборах 1969 г. христианские демократы выступили не так удачно и были вынуждены уйти в оппозицию. После завершения его полномочий в качестве генерального секретаря ХДС в 1971 г. они не были продлены. 
С 1968 до конца жизни возглавлял Фонд имени Конрада Аденауэра и расширял свою деятельность на национальном и международном уровнях. Как председатель фонда прокомментировал молодежные протесты 1968 года: 

 «Восстание 1968 года уничтожило больше ценностей, чем Третий Рейх. Поэтому овладеть ими важнее, чем еще раз побороть Гитлера». — 
С 1957 по 1976 г. был членом немецкого бундестага от округа Ротвайль. С 1957 по 1961 г. являлся председателем комитета по культурной политике и журналистике и с 1961 по 1962 г. — секретарь фракции ХДС/ХСС.
В 1962—1968 гг. — федеральный министр по делам семьи и молодежи, в ноябре 1966 г. одновременно являлся министром жилищного строительства и городского развития. В октябре 1968 г. подал в отставку, чтобы иметь возможность в качестве генерального секретаря ХДС полностью посвятить себя организации предвыборной кампании на всеобщих выборах 1969 г.
Вскоре после военного переворота в Чили от имени фракции ХДС/ХСС отправился в эту страну. По возвращении в ФРГ он сообщил, что, хотя заключенные на стадионе в Сантьяго теперь могут двигаться под открытым небом, в отличие от предыдущих недель, что, безусловно, приятно в солнечную погоду, однако в дождь и холод их жизнь заключенных «невыносима и ужасна». На следующий день Süddeutsche Zeitung вышла с заголовком его цитаты: «Жизнь на стадионе очень приятна в солнечную весеннюю погоду». После этого политика обвинили в банализации и поддержке переворота и режима Пиночета. В заявлении от 4 ноября 1973 г. он заявил, что его описание условий на стадионе было полностью противоположным тому, как это было подано в СМИ.

## Награды и звания
- Большой крест португальского ордена Инфанта дона Энрике (1968)
- Большой крест со звездой и плечевой лентой ордена «За заслуги перед Федеративной Республикой Германия» (1978)
- Большой крест ордена «За заслуги перед Федеративной Республикой Германия» (1987)
- Медаль Роберта Шумана (1987)
- Почётный знак I степени «За заслуги перед Австрийской Республикой» (1988)